# Eupithecia korvaci
Eupithecia korvaci là một loài bướm đêm trong họ Geometridae.